# Trioceros marsabitensis
Trioceros marsabitensis (також хамелеон Тілбері, хамелеон гори Марсабіт або однорогий хамелеон гори Марсабіт) — ендемічний для Кенії вид хамелеонів. Описаний у жовтні 2024 року.